# الجداعية (المخادر)

تعديل مصدري - تعديل

الجداعية هي إحدى قرى عزلة السحول بمديرية المخادر التابعة لمحافظة إب، بلغ تعداد سكانها 1498 نسمة حسب تعداد اليمن لعام 2004.